# Laie
Laie (in hawaiano: Lāʻie, pron. [laːˈʔie]) è un census-designated place (CDP) degli Stati Uniti d'America, situato nello stato delle Hawaii, nella contea di Honolulu. Contava 6 138 abitanti al 2010.